# Teja escama
La teja escama es un tipo de teja de sección plana, sin encajes, empleada en los techos o cubiertas de edificios con tejado curvo.  Por su  forma y aspecto escamado, recibe el nombre, al recordar el elemento decorativo del escamado natural de un pez. Técnicamente, la clásica teja escama, se trata de un perfil plano suavemente abombado que se viene asociando desde hace tiempo para cubrir zonas habitualmente cónicas o esféricas.

## Características

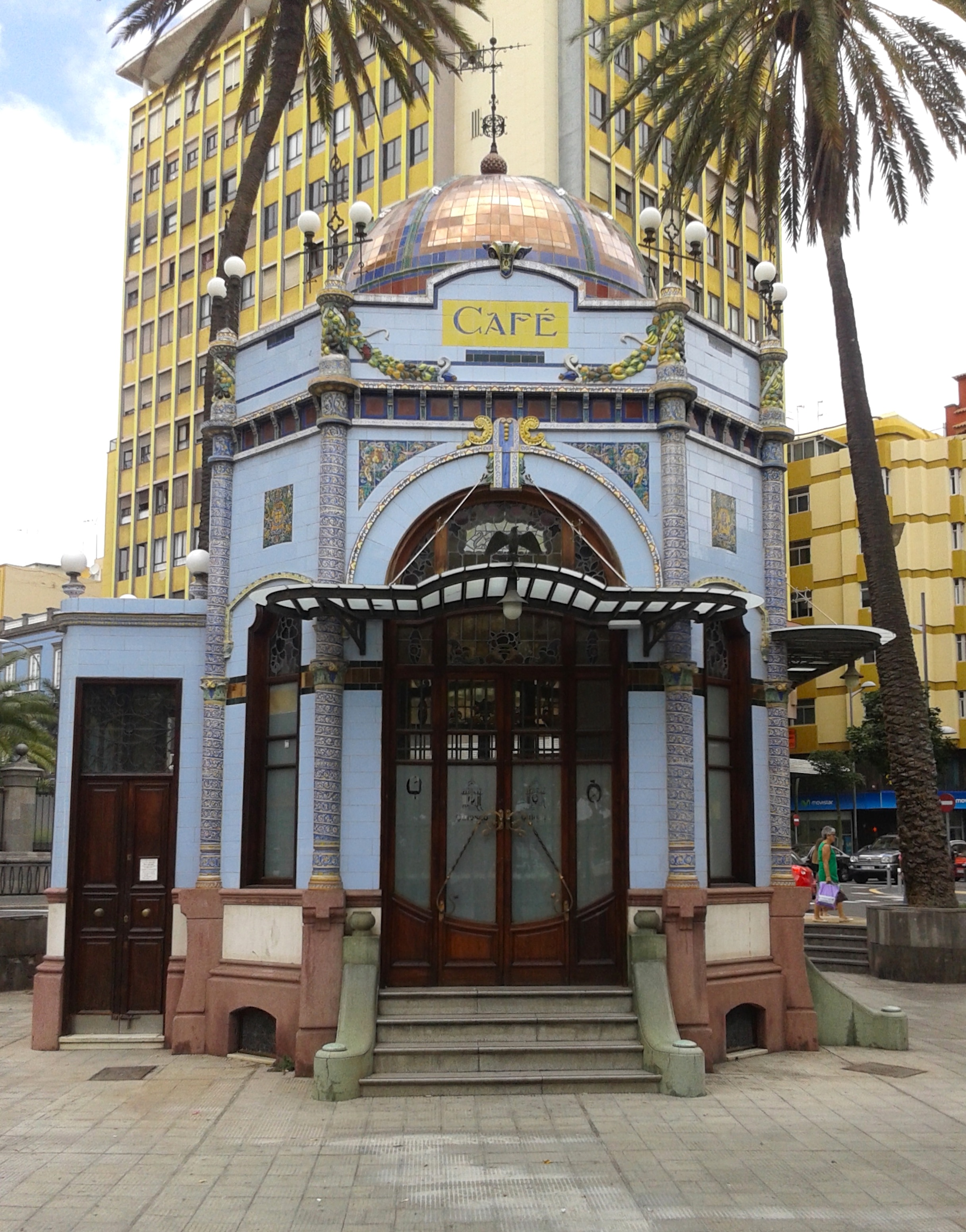
Quiosco de estilo modernista en Las Palmas de Gran Canaria (1929).

Las características estándar son 19 cm de longitud, y 15 cm de anchura, con un peso por unidad de  0,4 kg. Si  la colocación como revestimiento se hace sobre rastreles o ristreles, será necesario determinar la longitud útil en obra. 
Principalmente se utiliza en edificios antiguos para la formación de cúpulas, y como elemento decorativo tanto para el revestimiento de paramentos interiores como exteriores, habiendo sido utilizada por el mundo arábigo en el Al-Ándalus durante los reinos Ziríes y Nazaríes. Primordialmente se fabrica en arcilla aunque también se elabora con múltiples materiales modernos, como plásticos, cerámicas especiales, porcelanas esmaltadas, vidrio, y en múltiples colores más o menos vistosos.